# Foxbus
Foxbus — российский автобус среднего класса, выпускавшийся на базе Iveco Daily 70C15 с 2014 года.

## История
Первый предсерийный экземпляр автобуса представили в 2011 году на базе Iveco Daily 65С15. Дизайн кузова разработан специалистами Алексеем Беляковым и Николаем Фетисовым. Прототипом был опытный автобус «Перспектива», который в 2008 году выпустила компания «Самотлор-НН». Базовым окрасом считается ярко-оранжевый, цвет лисы.

## Модификации
- FoxBus 22501С-02[3] — городской автобус
- FoxBus-22501A/22501B-01[4] — пригородный автобус
- FoxBus-22501B/22501С-02[5] — туристический автобус